# Hươu đồng cỏ Nam Mỹ
Hươu đồng cỏ Nam Mỹ (Ozotoceros bezoarticus) là một loài động vật có vú trong họ Hươu nai, bộ Guốc chẵn. Loài này được Linnaeus mô tả năm 1758.

## Phân loài
- Ozotoceros bezoarticus bezoarticus
- Ozotoceros bezoarticus arerunguaensis
- Ozotoceros bezoarticus celer
- Ozotoceros bezoarticus leucogaster
- Ozotoceros bezoarticus uruguayensis

## Hình ảnh

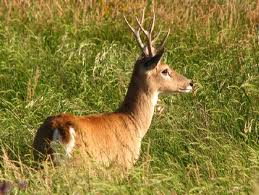
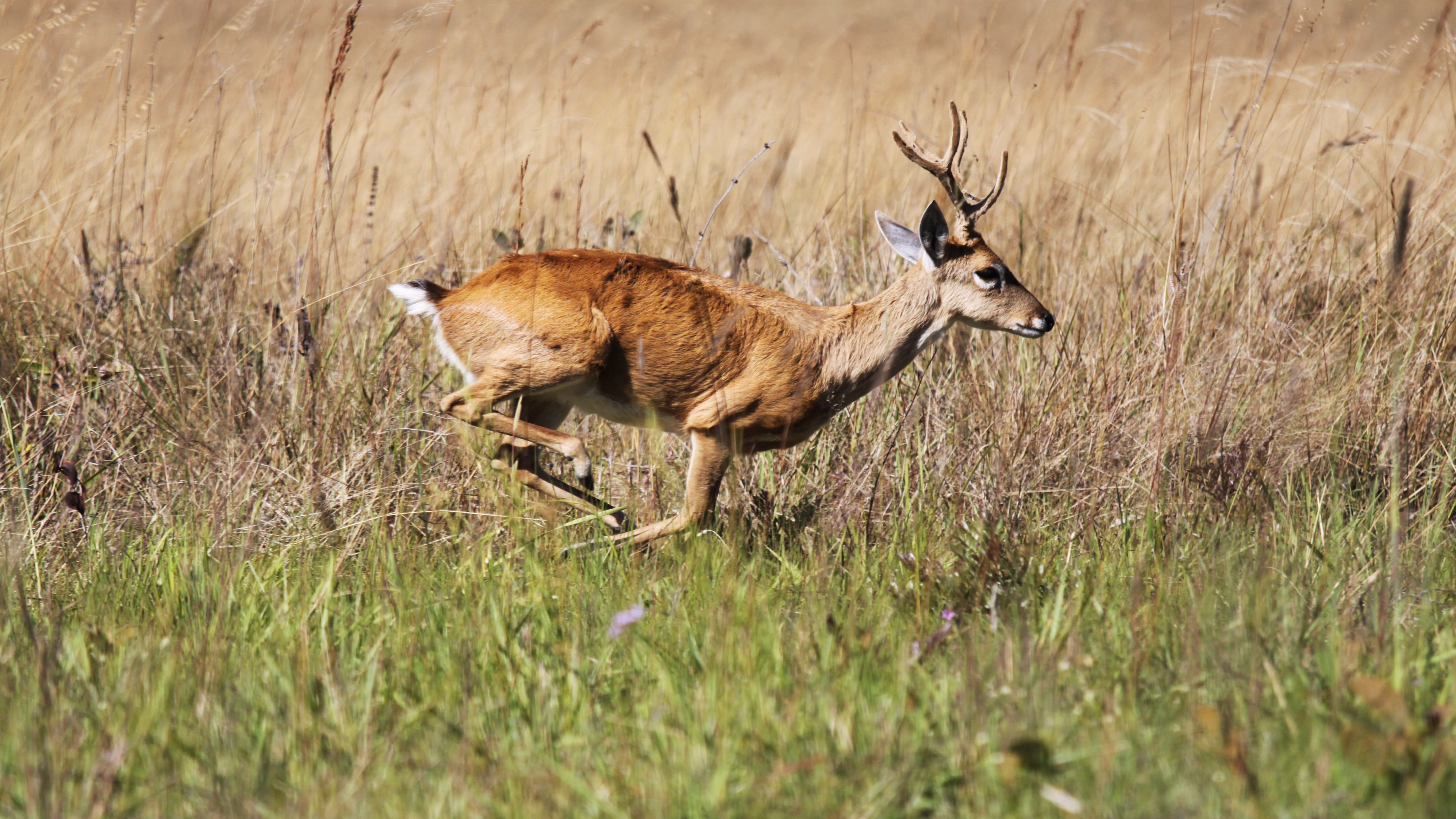
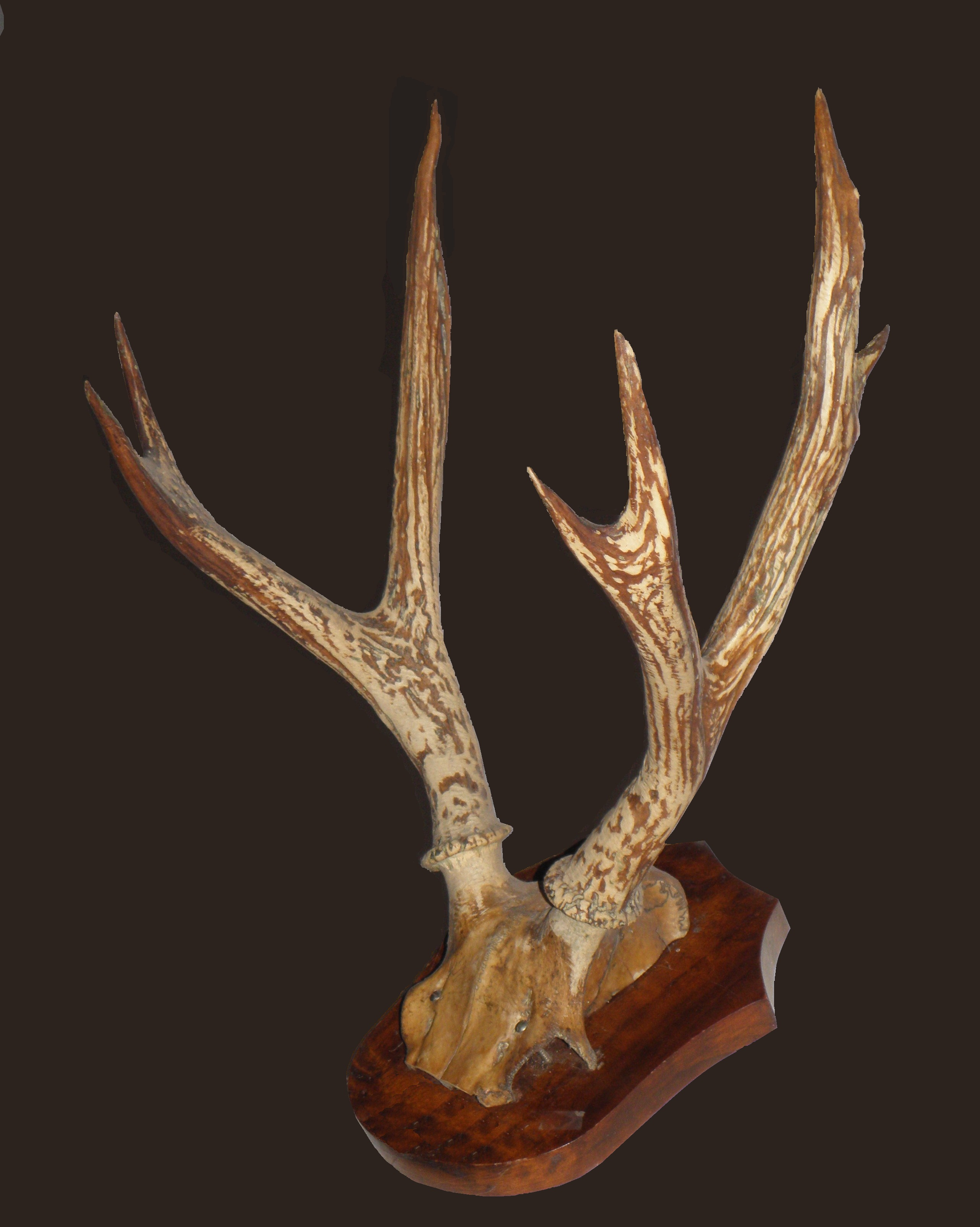
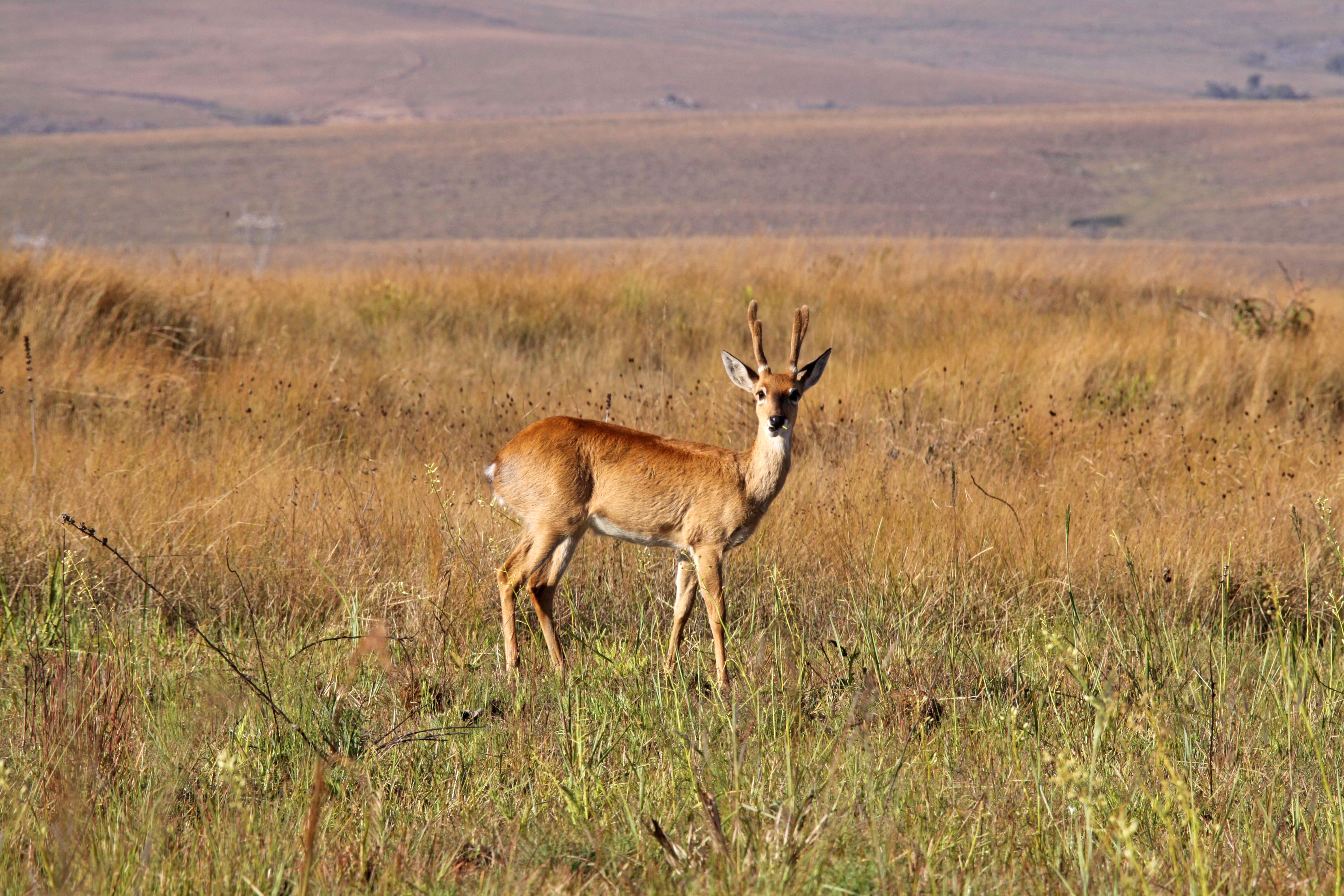